# Эннис-Хилл, Джессика
Дже́ссика Э́ннис-Хилл (англ. Jessica Ennis-Hill; род. 28 января 1986 года в Шеффилде) — британская легкоатлетка, выступавшая в многоборье и в беге на 100 м с барьерами. Олимпийская чемпионка 2012 года в семиборье, чемпионка мира 2009, 2011 и 2015 годов в семиборье, чемпионка мира 2010 года в пятиборье, чемпионка Европы 2010 года в семиборье. Командор ордена Британской империи (CBE).
Обладательница действующего национального рекорда в семиборье.
Отец был уроженцем Ямайки, а мать — графства Дербишир.

## Личная жизнь
С 13 мая 2013 года Джессика замужем за Энди Хиллом, с которым она встречалась 8 лет до их свадьбы. У супругов есть двое детей — сын Реджи Эннис-Хилл (род. 17.07.2014) и дочь Оливия Эннис-Хилл (род. 23.09.2017).